# Sportlövészet az 1988. évi nyári olimpiai játékokon
Az 1988. évi nyári olimpiai játékokon a sportlövészetben tizenhárom versenyszámot rendeztek.

## Éremtáblázat
(A rendező ország csapata és a magyar érmesek eltérő háttérszínnel, az egyes számoszlopok legmagasabb értéke vagy értékei vastagítással kiemelve.)
| Az 1988. évi nyári olimpiai játékok éremtáblázata sportlövészetben | Az 1988. évi nyári olimpiai játékok éremtáblázata sportlövészetben | Az 1988. évi nyári olimpiai játékok éremtáblázata sportlövészetben | Az 1988. évi nyári olimpiai játékok éremtáblázata sportlövészetben | Az 1988. évi nyári olimpiai játékok éremtáblázata sportlövészetben | Olimpia  |
| ------------------------------------------------------------------ | ------------------------------------------------------------------ | ------------------------------------------------------------------ | ------------------------------------------------------------------ | ------------------------------------------------------------------ | -------- |
|                                                                    | Ország                                                             | Arany                                                              | Ezüst                                                              | Bronz                                                              | Összesen |
| 1.                                                                 | Szovjetunió (URS)                                                  | 4                                                                  | 1                                                                  | 6                                                                  | 11       |
| 2.                                                                 | Jugoszlávia (YUG)                                                  | 2                                                                  | 0                                                                  | 1                                                                  | 3        |
| 3.                                                                 | NDK (GDR)                                                          | 1                                                                  | 2                                                                  | 0                                                                  | 3        |
| 4.                                                                 | Bulgária (BUL)                                                     | 1                                                                  | 1                                                                  | 0                                                                  | 2        |
| 4.                                                                 | Csehszlovákia (TCH)                                                | 1                                                                  | 1                                                                  | 0                                                                  | 2        |
| 4.                                                                 | Nagy-Britannia (GBR)                                               | 1                                                                  | 1                                                                  | 0                                                                  | 2        |
| 7.                                                                 | NSZK (FRG)                                                         | 1                                                                  | 0                                                                  | 1                                                                  | 2        |
| 8.                                                                 | Románia (ROU)                                                      | 1                                                                  | 0                                                                  | 0                                                                  | 1        |
| 8.                                                                 | Norvégia (NOR)                                                     | 1                                                                  | 0                                                                  | 0                                                                  | 1        |
|                                                                    |                                                                    |                                                                    |                                                                    |                                                                    |          |
| 10.                                                                | Kína (CHN)                                                         | 0                                                                  | 1                                                                  | 1                                                                  | 2        |
| 11.                                                                | Chile (CHI)                                                        | 0                                                                  | 1                                                                  | 0                                                                  | 1        |
| 11.                                                                | Dél-Korea (KOR)                                                    | 0                                                                  | 1                                                                  | 0                                                                  | 1        |
| 11.                                                                | Egyesült Államok (USA)                                             | 0                                                                  | 1                                                                  | 0                                                                  | 1        |
| 11.                                                                | Franciaország (FRA)                                                | 0                                                                  | 1                                                                  | 0                                                                  | 1        |
| 11.                                                                | Japán (JPN)                                                        | 0                                                                  | 1                                                                  | 0                                                                  | 1        |
| 11.                                                                | Svédország (SWE)                                                   | 0                                                                  | 1                                                                  | 0                                                                  | 1        |
|                                                                    |                                                                    |                                                                    |                                                                    |                                                                    |          |
| 17.                                                                | Magyarország (HUN)                                                 | 0                                                                  | 0                                                                  | 2                                                                  | 2        |
| 18.                                                                | Belgium (BEL)                                                      | 0                                                                  | 0                                                                  | 1                                                                  | 1        |
| 18.                                                                | Spanyolország (ESP)                                                | 0                                                                  | 0                                                                  | 1                                                                  | 1        |
|                                                                    |                                                                    |                                                                    |                                                                    |                                                                    |          |
| Összesen                                                           | Összesen                                                           | 13                                                                 | 13                                                                 | 13                                                                 | 39       |

## Nyílt számok érmesei
| Az 1988. évi nyári olimpiai játékok nyílt számainak érmesei sportlövészetben |                                                    |                                                         |                                                       |
| Versenyszám                                                                  | Arany                                              | Ezüst                                                   | Bronz                                                 |
| Skeet (125 korong)                                                           | Axel Wegner · NDK (GDR) · 222 (198, 24)            | Alfonso de Iruarrízaga · Chile (CHI) · 221 (198, 23)    | Jorge Guardiola · Spanyolország (ESP) · 220 (196, 24) |
| Trap (125 korong)                                                            | Dmitro Monakov · Szovjetunió (URS) · 222 (197, 25) | Miloslav Bednařík · Csehszlovákia (TCH) · 222 (197, 25) | Frans Peeters · Belgium (BEL) · 219 (195, 24)         |

## Férfi érmesek
| Az 1988. évi nyári olimpiai játékok férfi érmesei sportlövészetben |                                                             |                                                                         |                                                              |
| Versenyszám                                                        | Arany                                                       | Ezüst                                                                   | Bronz                                                        |
| Légpisztoly                                                        | Tanyu Kirjakov · Bulgária (BUL) · 687,7 (585, 102,7)        | Erich Buljung · Egyesült Államok (USA) · 687,9 (590, 97,9)              | Hszü Haj-feng (Xu Haifeng) · Kína (CHN) · 684,5 (584, 100,5) |
| Gyorstüzelő pisztoly (2 × 30 löv.)                                 | Afanasijs Kuzmins · Szovjetunió (URS) · 698 (598, 100) VCS  | Ralf Schumann · NDK (GDR) · 693 (597, 99)                               | Kovács Zoltán · Magyarország (HUN) · 693 (594, 99)           |
| Szabadpisztoly (60 löv.)                                           | Sorin Babii · Románia (ROU) · 660 (566, 94)                 | Ragnar Skanåker · Svédország (SWE) · 657 (564, 93)                      | Ihar Baszinszki · Szovjetunió (URS) · 657 (570, 87)          |
| Légpuska (60 löv.)                                                 | Goran Maksimović · Jugoszlávia (YUG) · 695,6 (594, 101,6)   | Nicolas Berthelot · Franciaország (FRA) · 694,2 (593, 101,2)            | Johann Riederer · NSZK (FRG) · 694,0 (592, 102,0)            |
| Kisöbű puska, fekvő (60 lövés)                                     | Miroslav Varga · Csehszlovákia (TCH) · 703,9 (600, 103,9)   | Csha Jongcshol (Cha Yeong-Cheol) · Dél-Korea (KOR) · 702,8 (598, 104,8) | Záhonyi Attila · Magyarország (HUN) · 701,9 (597, 104,9)     |
| Kisöbű puska, összetett (3 × 40 löv.)                              | Malcolm Cooper · Nagy-Britannia (GBR) · 1279,8 (1180, 99,3) | Alister Allan · Nagy-Britannia (GBR) · 1275,6 (1181, 94,6)              | Kirill Ivanov · Szovjetunió (URS) · 1275,0 (1173, 99,2)      |
| Futócél (30+30 löv.)                                               | Tor Heiestad · Norvégia (NOR) · 689 (591, 98)               | Huang Si-ping (Huang Shiping) · Kína (CHN) · 687 (589, 98)              | Hennagyij Avramenko · Szovjetunió (URS) · 686 (591, 95)      |

## Női érmesek
| Az 1988. évi nyári olimpiai játékok női érmesei sportlövészetben |                                                            |                                                          |                                                                 |
| Versenyszám                                                      | Arany                                                      | Ezüst                                                    | Bronz                                                           |
| Légpisztoly                                                      | Jasna Šekarić · Jugoszlávia (YUG) · 489,5-VCS (389, 100,5) | Nino Szalukvadze · Szovjetunió (URS) · 487,9 (390, 97,9) | Marina Dobrancseva · Szovjetunió (URS) · 485,2 (385, 100,2)     |
| Sportpisztoly (30+30)                                            | Nino Szalukvadze · Szovjetunió (URS) · 690 (591, 99)       | Haszegava Tomoko · Japán (JPN) · 686 (587, 99)           | Jasna Šekarić · Jugoszlávia (YUG) · 686 (591, 95)               |
| Légpuska                                                         | Irina Silava · Szovjetunió (URS) · 486,4 (387, 99,4)       | Silvia Sperber · NDK (GDR) · 486,4 (389, 97,4)           | Anna Maluhina · Szovjetunió (URS) · 481,6 (383, 98,6)           |
| Standard puska, összetett (3 × 20 löv.)                          | Silvia Sperber · NSZK (FRG) · 498,5 (395, 103,5)           | Veszela Lecseva · Bulgária (BUL) · 497,5 (393, 104,5)    | Valentyina Cserkaszova · Szovjetunió (URS) · 495,8 (394, 101,8) |